# 戈登級車輛運輸艦
戈登級車輛運輸艦是一款服役於美國軍事海運司令部的車輛運輸艦，主要任務為預先部署戰爭所需的軍用載具。其命名源自於在摩加迪休之戰中犧牲並獲得榮譽勳章的三角洲部隊成員蓋里‧戈登二級士官長。
戈登級最初於1972年在丹麥建造，並於1973年6月1日投入商業服務。1984年時由現代重工進行加長改裝，使其具備更強的裝載能力。美國海軍隨後以長期租賃的形式收購戈登級，隨後送回伯邁斯特韋恩公司對其進行現代化以及軍事化改裝後，於1996年8月23日，戈登號正式交付美國海軍，分配到美國軍事海運司令部。

## 同級艦
| 艦名       | 舷號      | 造船廠           | 下水       | 服役（商用） | 服役（軍用） | 退役               | 現況   |
| ---------- | --------- | ---------------- | ---------- | ------------ | ------------ | ------------------ | ------ |
| 戈登號     | T-AKR-296 | 伯邁斯特韋恩公司 | 1972-09-12 | 1973-06-01   | 1996-08-23   | 2023-04-26（除籍） | 已除籍 |
| 吉里蘭德號 | T-AKR-298 | 伯邁斯特韋恩公司 | 1972-04-21 | 不詳         | 1997-05-23   | 2023-05-17（除籍） | 已除籍 |

## 補充
1. ↑  致敬因在摩加迪休之戰中犧牲並獲得榮譽勳章的三角洲部隊成員蓋里‧戈登（英语：Gary Gordon）二級士官長
2. ↑  致敬因在韓戰中犧牲並獲得榮譽勳章的下士查爾斯·L·吉里蘭德（英语：Charles L. Gilliland）

## 外部連結
- MV Gary I. Gordon page of the MARAD vessel history database （页面存档备份，存于）